# Hemimetabole Insekten

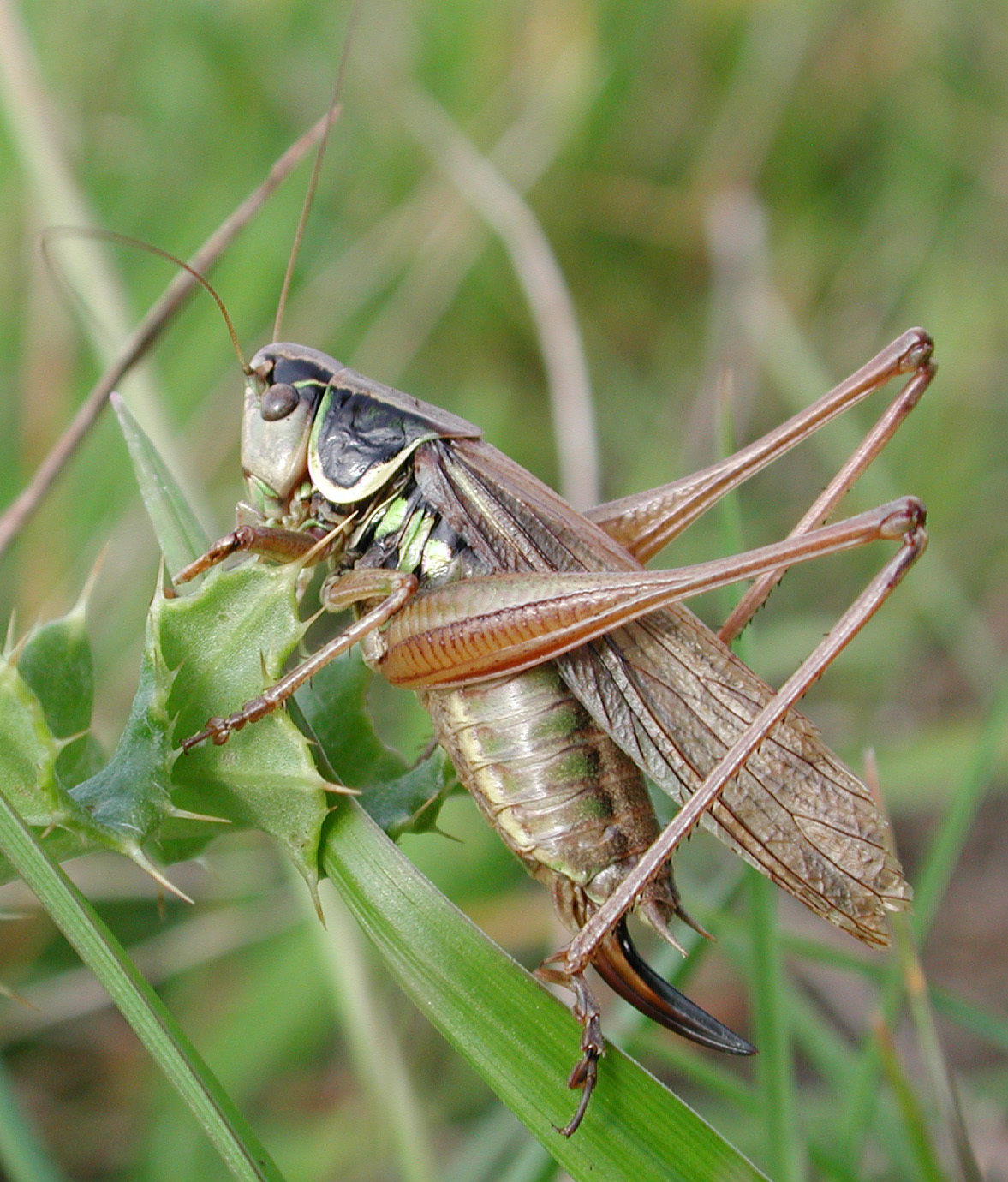
Roesels Beißschrecke gehört als Vertreter der Langfühlerschrecken zu den hemimetabolen Insekten

Die hemimetabolen Insekten, als Taxon Hemimetabola Burmeister, 1835, synonym auch Exopterygota Sharp, 1899, oder Heterometabola Packard, 1898, genannt, sind eine nach der Form der individuellen Entwicklung (Ontogenese) vom Jugendstadium zum geschlechtsreifen Tier abgegrenzte Gruppe innerhalb der Insekten.

## Hemimetabole Entwicklung
Die hemimetabolen Insekten entwickeln sich graduell, sodass jedes der jeweils durch eine Häutung beendeten Jugendstadien dem erwachsenen Tier, Imago genannt, graduell immer ähnlicher wird. Dies wurde früher „unvollkommene Metamorphose“ genannt (Metamorphose ist ein Fachausdruck für die Form der Entwicklung). Von jenen Insekten, bei denen Jugendstadien und geschlechtsreife Imagines im Körperbau lediglich durch das Vorhandensein der funktionstüchtigen Geschlechtsorgane unterscheidbar sind, ametabole Insekten genannt, unterscheiden sich die hemimetabolen Insekten zusätzlich durch die Ausbildung der Flügel. Lediglich das Imaginalstadium besitzt funktionstüchtige Flügel (Ausnahme sind nur die Eintagsfliegen mit zwei geflügelten Stadien). Die Jugendstadien der hemimetabolen Insekten tragen an ihrer Stelle Flügelscheiden genannte Auswüchse, in deren Inneren die Flügel heranwachsen. Der Ausdruck Exopterygota (nach dem Altgriechischen, wörtlich Außen-Geflügelte) leitet sich von diesen Flügelscheiden ab. Die Gruppe der hemimetabolen Insekten wurde zuerst durch den Entomologen Hermann Burmeister im Jahr 1835 eingeführt.
Nomenklatorisch korrekt wird das Jugendstadium der Hemimetabolen Nymphe genannt, wenn es keine eigenständigen Bildungen besitzt, die der Imago fehlen (z. B. Kiemen). Besitzt es hingegen solche „Larvalorgane“, sollte man es Larve nennen, genauso wie die Jugendstadien der holometabolen Insekten. Im tatsächlichen Sprachgebrauch wird dieser Unterschied kaum jemals so streng beachtet, auch in wissenschaftlichen Veröffentlichungen wird z. B. von „Heuschreckenlarven“ gesprochen.
Bei den hemimetabolen Insekten findet im Gegensatz zu der anderen Hauptgruppe der Insekten, den holometabolen Insekten (Holometabola) also keine Verwandlung über ein Puppenstadium statt, früher „vollkommene Metamorphose“ genannt.

## Hemimetabola als Taxon
Die hemimetabolen Insekten wurden früher, als Hemimetabola, als ein Taxon im Rang einer Überordnung oder Unterklasse aufgefasst. Nach heutiger Kenntnis handelt es sich aber um ein sogenanntes paraphyletisches Taxon. Das bedeutet, dass die holometabolen Insekten nicht die Schwestergruppe der hemimetabolen Insekten sind, sondern aus diesen hervorgegangen sind. Nach der gängigen Systematik sind die sogenannten Paraneoptera (das ist eine Verwandtschaftsgruppe, die die Schnabelkerfe und die Fransenflügler umfasst) enger mit den Holometabolen verwandt, als diese es mit den anderen Hemimetabolen wären (vgl. Phylogenetische Systematik der Insekten).
Paraphyletische Taxa waren in der klassischen Taxonomie nicht unüblich, das zeigen weitere Beispiele wie die „Reptilien“. Nach der heute in der Taxonomie und Systematik vorherrschenden Methode der phylogenetischen Systematik (oder Kladistik), die auf den Insektenkundler Willi Hennig zurückgeht, sind paraphyletische Taxa zu vermeiden, weil sie die tatsächlichen Verwandtschaftsverhältnisse verschleiern. Genau wie beim Ausdruck „Reptilien“ wird in der Forschung auch weiterhin von „Hemimetabolen“ gesprochen, wobei sich die Verwender über die Verhältnisse durchaus im Klaren sind. Es handelt sich um einen praktischen, abkürzenden Begriff, der beim Einsortieren hilfreich ist.

## Insektenordnungen mit hemimetaboler Entwicklung
Mit Ausnahme der Holometabola und der ametabolen Fischchen und Felsenspringer gehören alle Insekten zu den hemimetabolen Insekten. Dies sind die als Palaeoptera zusammengefassten Eintagsfliegen (Ephemeroptera) und Libellen (Odonata), die Gruppe der Polyneoptera, unter anderem mit den Schaben (Blattodea), Fangschrecken (Mantodea), Termiten (Isoptera), Steinfliegen (Plecoptera), Tarsenspinnern (Embioptera), Heuschrecken (Orthoptera), Gespenstschrecken (Phasmatodea) und Gladiatoren (Mantophasmatodea) und die Gruppe der Paraneoptera mit den Staubläusen (Psocoptera) und Tierläusen (Phthiraptera) sowie den Schnabelkerfen (Hemiptera) und den Fransenflüglern oder Thripsen (Thysanoptera).